# Tân Thạnh Đông
Tân Thạnh Đông là một xã thuộc huyện Củ Chi, Thành phố Hồ Chí Minh, Việt Nam.
Xã Tân Thạnh Đông có diện tích 26,50 km², dân số năm 2021 là 48.330 người,  mật độ dân số đạt 1.823 người/km².